# Invitation à Guillaume
L'invitation à Guillaume est une lettre envoyée le 30 juin 1688 (calendrier julien) par sept notables anglais, appelés plus tard les « sept immortels », à Guillaume III d'Orange. Il s'agit d'une requête destinée à ce dernier pour qu'il force son beau-père, le roi Jacques II, à faire de Mary (l'épouse de Guillaume et fille du roi) l'héritière de la couronne anglaise, et dès lors à exclure Jacques François Stuart (dit Jacques III), le nouveau-né de Jacques II, de la succession. Ces grandes figures du royaume craignent l'arrivée d'un souverain catholique sur le trône d'une Angleterre anglicane fortement antipapiste. La lettre l'invite aussi à débarquer en Angleterre. Guillaume débarque le 5 novembre 1688, dans le contexte de la Glorieuse Révolution qui aboutit au renversement et à la fuite de Jacques II.

## Contexte
À cette époque en Angleterre, un possible héritier au trône, Jacques François Stuart était né. La lettre prétendait que cet enfant était soupçonné d'être illégitime, que le peuple anglais lui-même était prêt à l'admettre. Les auteurs déploraient également les félicitations que Guillaume avait adressé à Jacques pour la naissance de son fils.
La lettre invitait donc Guillaume à contraindre Jacques II par la force à faire de sa fille Mary, protestante et épouse de Guillaume, son héritière. Il fallait pour cela établir que le nouveau-né, en plus d'être illégitime, était catholique, donc exclu de la succession.
Enfin, les signataires de la lettre assurait au destinataire que s'il débarquait en Angleterre avec une petite armée, il serait soutenu.

## Conséquences
Il reçoit l'invitation le 30 juin 1688 (selon le calendrier julien, 10 juillet pour le calendrier grégorien) des mains du contre-amiral Arthur Herbert (plus tard Lord Torrington) déguisé en marin, et identifié selon un code secret.
Au départ réticent, Guillaume fut convaincu par sa femme de mettre à exécution son plan de débarquement en Angleterre avec l'armée néerlandaise, qui était préparé depuis avril. Il débarqua donc le 5 novembre 1688. Ce fut le moment décisif de la Glorieuse Révolution. Le roi Jacques II s'exila en France et à sa place s'installèrent donc Guillaume et Mary.

## Signataires de la lettre
- William Cavendish (1er duc de Devonshire)
- Henry Compton
- Richard Lumley (1er comte de Scarbrough)
- Thomas Osborne (1er duc de Leeds)
- Edward Russell
- Henry Sydney (1er comte de Romney)
- Charles Talbot